# Buslijn 40 (Rotterdam)
Buslijn 40 is een buslijn in de gemeentes Rotterdam, Midden-Delfland en Delft en wordt geëxploiteerd door de RET. De lijn verbindt het station Delft via de TU-wijk, de Zweth en Overschie met het station Rotterdam Centraal. De lijn is een zogenaamde 'gemaksbus' met beperkte dienst. Er hebben sinds 1953 twee lijnen met het lijnnummer 40 bestaan. 

## Geschiedenis

### Lijn 40 I

#### Lijn L
In 1941 werd een lijn L ingesteld tussen de Kootsekade in Hillegersberg, in aansluiting op tramlijn 14, naar Overschie, Kethel en het Emmaplein in Schiedam.

#### Lijnen 40, 60 en 53
Op 1 november 1953 werd lijn L vernummerd in lijn 40. Rond 1960 werd de lange lijn 40 gesplitst in lijn 40 en lijn 60. Lijn 40 werd beperkt tot het traject Schiedam Emmaplein - Kethel. Op 2 september 1967 werd lijn 40 in het kader van de hernummering van het lijnennet vernummerd in lijn 53.   
Lijn 60 reed toen van Station Schiedam via de Spaanse Polder en de Overschiese Kleiweg naar station Noord. Op 2 september 1967 werd lijn 60 weer terug vernummerd in lijn 40. De lijn kende een beperkte dienst en werd later met lijn 41 gecombineerd tot één lijn 41 welke lijn inmiddels ook is verdwenen.

### Lijn 40 II

#### Lijnen D en C
Op 1 juli 1937 werd lijn D vanaf Overschie via de Zweth doorgetrokken naar Delft. Op 20 december 1940 werd de lijn echter weer ingekort tot Overschie en reed een nieuwe lijn C in aansluiting op lijn D naar Delft. Op 12 mei 1942 werd de lijn echter overgedragen aan de WSM.

#### Lijnen B, 6, 56, 129
De lijn kreeg bij de WSM de lijnletter B en reed voortaan vanaf station Delftsche Poort naar Overschie maar op 31 augustus 1942 moest de WSM in verband met gebrek aan brandstof de exploitatie staken.  
Na de oorlog werd de lijn vanaf Delft verlegd naar Wateringen en 's-Gravenzande maar werd al spoedig weer ingekort tot Delft en kreeg het lijnnummer 6. 
Om doublures met de RET te voorkomen werd de lijn in 1966 vernummerd in lijn 56. Tevens werd de lijn vanaf Delft weer doorgetrokken, nu via Wateringen en Moerwijk naar de Varkenmarkt in Den Haag. De WSM fuseerde tot Westnederland. In 1970 werd de lijn doorgetrokken naar de Turfmarkt en in 1975 kreeg de lijn zijn eindpunt op station Den Haag Centraal.
In het kader van de omnummering om doublures te voorkomen kreeg lijn 56 in 1983 het lijnnummer 129.
In mei 1987 werd de lijn in opdracht van minister Smit-Kroes vanaf Wateringen verlegd naar Kijkduin ter compensatie van de destijds opgeheven HTM lijn 27. Binnen Den Haag kwamen er tussendiensten die later echter weer vervielen.
In mei 1994 werd lijn 129 een ZWN lijn en vijf jaar later een Connexxion lijn. In 2005 werd de lijn weer ingekort tot Delft. Inmiddels waren in de stille uren de meeste ritten vervallen.

#### Lijn 40

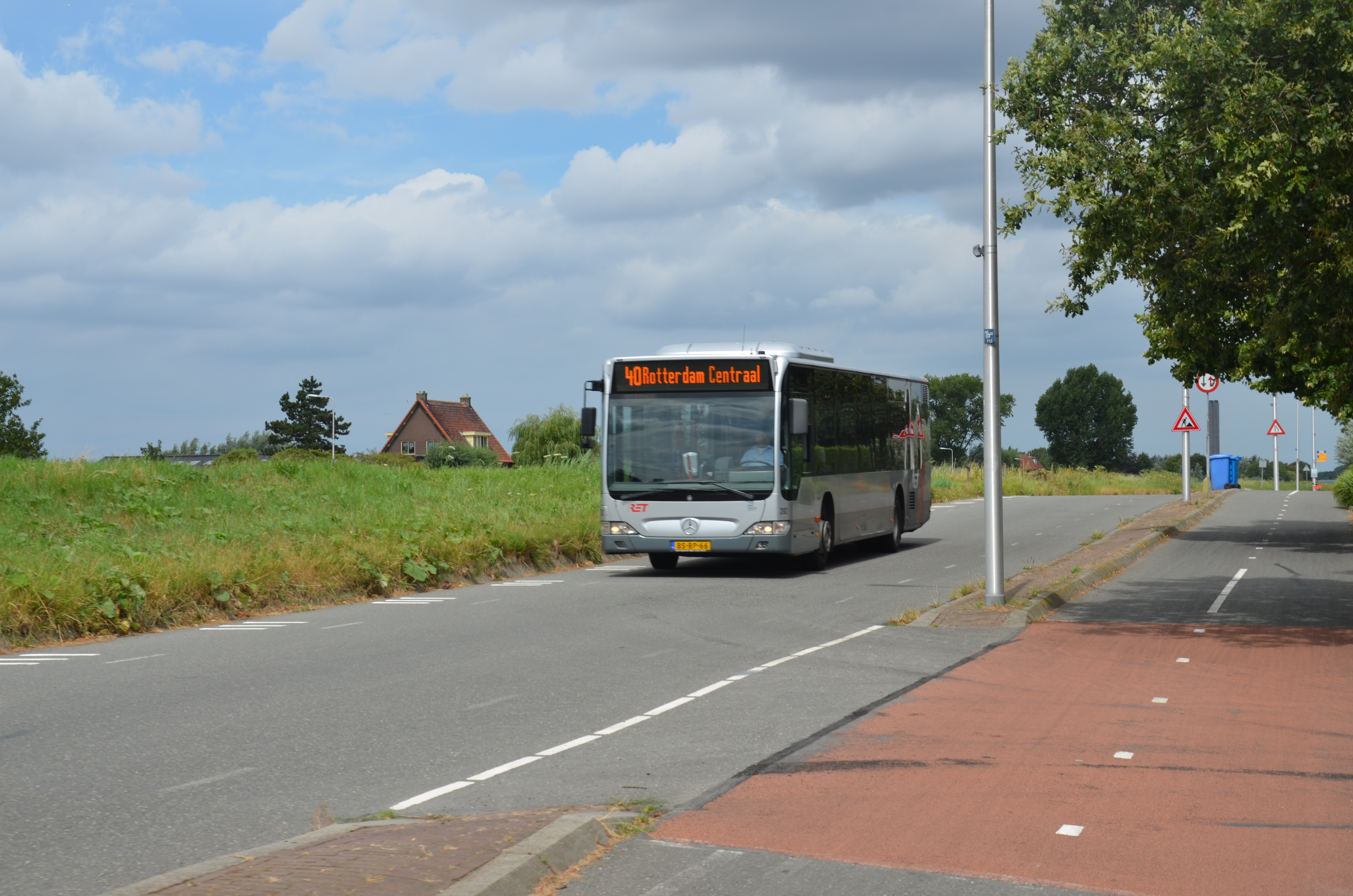
RET-bus 40 op de Rotterdamseweg, ter hoogte van Overschie.

De huidige lijn 40 werd ingesteld in december 2008 toen Qbuzz vrijwel al het streekvervoer rond Rotterdam ging verzorgen. De concessie voor de lijn naar Delft werd echter toegewezen aan de RET en Connexxion lijn 129 werd overgedragen aan de RET en kreeg het lijnnummer 40 toebedeeld. Voor de RET was de lijn geen onbekende omdat tussen 1937 en 1942 de RET deze verbinding reeds verzorgde met lijn D en later lijn C en zo na 66 jaar terugkeerde op dit traject.
De lijn reed echter alleen nog maar maandag tot en met zaterdag overdag. Sinds december 2011 wordt ook niet meer op zaterdag gereden. 